# Торгов, Игорь Владимирович
Игорь Владимирович Торгов (2 (15) февраля 1912, Казань — 15 июня 2007, Москва) — российский химик-органик, доктор химических наук, член-корреспондент РАН. Внёс значительный вклад в развитие биоорганической химии, в частности, в химию стероидов. 

## Биография
Игорь Владимирович Торгов родился в 1912 году в Казани. Одна его бабушка происходила из польской шляхты, другая — из рязанских татар. Отец Игоря Владимировича был профессиональным военным, он умер от тифа в 1920-м году, а мать — в 1939-м от туберкулёза, когда её сын находился в застенках НКВД.
По окончании школы в 1931 году он поступил в Казанский химико-технологический институт (организованный в тот период из Химфака Казанского университета). В 1937 году, получив диплом инженера химика-технолога, успешно сдал вступительный экзамен А. Н. Несмеянову,  и был принят в аспирантуру Института органической химии АН СССР в Москве.
С 1937 по 1939 года был химиком центральной лаборатории Кинешемского анилзавода. В 1939-1941 — аспирант. Потом четыре года с 1941 служил в армии и воевал на фронтах Великой Отечественной войны. В 1944 продолжил обучение в аспирантуре. С 1947 года — младший, с 1948 по 1959 — старший научный сотрудник Института органической химии АН СССР. В период 1953—1973 по совместительству являлся старшим научным сотрудником Всесоюзного института научной и технической информации. С 1959—1987 год был назначен заведующим лабораторией химии стероидов Института химии природных соединений (ИХПС) АН СССР (сейчас ИБХ РАН), с 1987 — советник при дирекции ИБХ РАН.
Похоронен в Москве на Кузьминском кладбище.

## Научная деятельность
Аспирантом начал свою научную деятельность в лаборатории И. Н. Назарова в области химии ацетилена. Тогда он провёл синтезы ранее не описанных винилэтинилкарбинола и дивинилкетона. Результаты данных экспериментов легли в основу его кандидатской диссертации («Конденсация винилацетилена с тетра-гидро-4-пиронами и кетоноалкоголями»), которую он защитил в 1947 году. Широкие возможности химии ацетилена и его производных позволили Торгову перейти к синтезу сложных полициклических кетонов, в частности стероидов. В 1948 году по предложению заведующего лаборатории Назарова приступил к синтезу циклопентанопергидрофенантренового скелета стероидов, несущего две ангулярные метильные группы и обладающего кислородными функциями, пригодными для внедрения необходимых группировок нативного гормона.
В 1953 году ему была присуждена учёная степень доктора химических наук за диссертацию «Синтез полициклических соединений, родственных стероидам, методом диеновой конденсации».
Подобная схема синтеза поражала своей простотой и изящной монотонностью. Однако, полученный в результате циклопентанопергидрофенантреновый скелет отличался от природного. Причиной этому была последняя стадия, проводимая конденсацией с диенофилом. Электронные и пространственные закономерности такого метода приводили к смещённому положению метильных групп и карбонильных функций, а также к образованию только цис-сочленённых циклов, в то время, как в природе все транс-сочленены. Решение данной проблемы было получено Торговым и его ученицей С. Н. Ананченко в 1959—1967 годах. Они предложили заменить диеновую конденсацию на открытую ими еновую с уже доступными по прежней схеме И. Н. Назарова веществами.
Данные синтезы приводили к рацемическим соединениям, требующим внедрения стадии асимметризации для перехода к природным d-изомерам. Для этого наилучшим решением оказалось использование микробиологического восстановления 17-кетогруппы в секодикетоне с помощью культуры дрожжей Saccharomyces cerevisiae.
Открытый Торговым и его сотрудниками полный синтез эстрона оказался единственным, нашедшим применение в промышленности. Он использовался лишь за границей в таких фирмах, как: «Иенафарм» (ГДР), «Шеринг» (ФРГ). Только пробная партия было наработана в СССР на заводе «Акрихин». Данный метод синтеза лёг в основу многих современных работ в направлении изучения стероидов, влияния их структуры на биологическую активность, создание новых стероидных препаратов. Благодаря его способу удалось получить труднодоступные другими методами 18-замещённые 14-гидроксистероиды.
Обширные исследования проводились в области направленной трансформации природных стероидов. Например, получение провитамина D было успешно выполнено с использованием реакции совместного восстановления двух кетонов, обеспечив ввод в молекулу 25-гидроксистериновой боковой цепи.
К многостадийнам синтезам И. В. Торгова можно отнести тонкое и сложное двадцатишестистадийное превращение 11α-гидроксипрогестерона в дигидробатрахотоксин — мощный токсический кардиотоник. Ряд работ были посвящены синтезу экдистероидов — гормонов линьки насекомых, обладающих сильным адаптогенным действием на человека, а также поиску культур, позволяющих проводить микробиологическое расщепление природных стеринов. Эти работы получили в дальнейшем мощное развитие.

## Педагогическая деятельность
Был руководителем более 30 диссертаций, в том числе 2-х докторских. Торгов активно участвовал в распространении знаний о химии природных соединений в России, читал лекции, как за границей, так и на Родине, был лектором в МГУ, написал монографию совместно с Кочетковым Н. К. и Ботвинник М. М. в 1961 году, которая явилась первым учебным пособием по химии природных соединений. Многократно выступал с докладами.
В 1965 году ему было присвоено звание профессора по специальности «Химия природных и биологически активных веществ».

## Репрессии
И. В. Торгов был дважды арестован. Первый раз, ещё будучи студентом 5 курса, — 28 марта 1936 г, он обвинялся по ст. 58-10 ч.1, 58-11 («не донёс о к/р действиях других обвиняемых»); 1 августа 1936 был освобождён с подпиской о невыезде, а 25 августа Специальной Коллегией Главного суда ТАССР оправдан. Возможно, с этим связан тот факт, что, сдав экзамены в аспирантуру ИОХ (1937), Игорь Владимирович вместо этого оказался не в Москве, а в Кинешме, на местном анилзаводе. Здесь он снова подвергся преследованиям: 28 июня 1938 был арестован по обвинению об участии в шпионско-диверсионной террористической организации. Однако по решению Судебной коллегии Верховного суда ТАССР в апреле 1939 г. дело было прекращено за неподтверждением обвинения и он был освобождён.

## Сочинения
1. Кочетков Н. К., Ботвиник М. М., Торгов И. В. (1961). Химия природных соединений: (Углеводы, нуклеотиды, стероиды, белки). М.: Наука, 1961. 559 с.

### Статьи
1. Назаров И. Н., Терехова Л. Н., Торгов И. В. (1943). Производные ацетилена: 31. Синтез тетрагидро-γ-пиронов изомеризацией винилэтинилкарбинолов и гидратацией дивинилкетонов. // Известия АН СССР. ОХН. (1), 50-55[2]
2. Соркина Т.И., Зарецкая И. И., Торгов И. В. (1959). 1-β-Ацетоксивинил-6-метокси-3,4-дигидронафталин — новый бициклический диен для синтеза стероидных систем. //  Доклады АН СССР 129 (2), 345—348
3. Ананченко С. Н., Леонов В. Н., Платонова А. В., Торгов И. В. (1960). Новый путь синтеза стероидных соединений. Полный синтез dl-эстрона. //  Доклады АН СССР 135 (1), 73-76
4. Sorkina T.I., Zaretskaya I.I., Torgov I.V. (1964). Application de la condensation diénique à la synthèse des céto-17-stéroides, dans la série de l’estrone et de la D-homoestrone. // Bull. Soc. chim. Fr. (9), 2063—2068
5. Зарецкая И. И., Соркина Т. И., Торгов И. В. (1965). Конденсация 1-винил-6-метокси-3,4-дигидронафталина с 2,4-диметил-Δ2-циклопентендионом-1,5. // Известия АН СССР. ОХН. (6), 1058—1061
6. Торгов И. В. (1984). // Химия стероидов. Биоорг. хим. 10 (8), 1059—1072
7. Пивницкий К. К., Торгов И. В. (1967). Восстановление 6-метоксиинданона-1 щелочными металлами в жидком аммиаке. // Известия АН СССР. ОХН. (1), 122—126

## Премии и почести
- Медаль «За победу над Германией в Великой Отечественной войне 1941—1945 гг.» (1945);
- Медаль «В память 800-летия Москвы» (1948);
- Медаль «20 лет Победы в Великой Отечественной войне 1941—1945 гг.» (1965);
- Медаль «50 лет Вооружённых Сил СССР» (1969);
- Медаль «За доблестный труд. В ознаменование 100-летия со дня рождения В. И. Ленина» (1970);
- Медаль «25 лет Победы в Великой Отечественной войне 1941—1945 гг.» (1970);
- Орден Трудового Красного Знамени — за заслуги в развитии советской науки и в связи с 250-летием Академии наук СССР (1975);
- Медаль «30 лет Победы в Великой Отечественной войне 1941—1945 гг.» (1975);
- Медаль «60 лет Вооружённых Сил СССР» (1978);
- Орден Дружбы народов — за заслуги в развитии химической науки, подготовке научных кадров и в связи с 70-летием со дня рождения (1982);
- Орден Отечественной войны II степени (1985);
- Медаль «40 лет Победы в Великой Отечественной войне 1941—1945 гг.» (1985);
- Медаль «70 лет Вооружённых Сил СССР» (1988);
- Благодарность Президента РФ (1999)[2].

## Членство в научных обществах и организациях
- 1954—2000 год — член Учёного совета ИОХ АН СССР
- 1959—1966 — учёный секретарём Экспертной комиссии по присуждению премий АН СССР им. А. М. Бутлерова, Н. Д. Зелинского и С. В. Лебедева
- 1959—2007 — член Учёного совета ИХПС АН СССР (ИБХ РАН)
- 1972 — член-корреспондент АН СССР
- 1973—1984 — член комиссии по научным основам сельского хозяйства при Президиуме АН СССР
- 1974—1982 — член Междуведомственного научно-технического совета по проблемам молекулярной биологии и молекулярной генетики при ГКНТ СССР и Президиуме АН СССР
- 1974—1986 — член бюро Научного совета по теоретическим проблемам биологического повреждения материалов (с 1977 г. Научный совет по биоповреждениям) при Секции химико-технологических и биологических наук Президиума АН СССР
- 1974—1990 — заместитель академика-секретаря, член бюро Отделения биохимии, биофизики и химии физиологически активных соединении (ОББХФАС) АН СССР
- 1976—1980 — член Международного комитета по присуждению премии Русселя за достижения в области химии природных соединений
- 1976—1982 — заместитель председателя бюро Комиссии по научным основам медицины при Президиуме АН СССР
- 1979—1994 — член Экспертной комиссии АН СССР по присуждению премий АН СССР им. М. М. Шемякина
- 1979—2000 — член Научного совета по тонкому органическому синтезу при Отделении общей и технической химии АН СССР
- 1980—1986 — член бюро Научного совета по проблемам биоорганической химии при ОББХФАС АН СССР
- 1981—2000 — член бюро Объединённого научного совета «Научные основы химизации сельского хозяйства» при ОББХФАС АН СССР
- 1982—1989 — член Междуведомственного научно-технического совета по проблемам физико-химической биологии и биотехнологии при ГКНТ СССР и Президиуме АН СССР
- 1982—2000 — член бюро Научного совета по проблемам биотехнологии при Секции химико-технологических и биологических наук АН СССР
- 1993—2000 — член редколлегии журнала «Биоорганическая химия»
- с 1994 года — иностранный член Сербской академии наук и искусств[2]